# Élections locales écossaises de 2003 à North Ayrshire
Pour un article plus général, voir Élections locales écossaises de 2003.

Les élections locales écossaises de 2003 à North Ayrshire se sont tenues le 1er mai 2003.

## Composition du conseil
Majorité absolue : 16 sièges
| Parti        | Sièges  |
| ------------ | ------- |
| Travailliste | 21 / 30 |
| Conservateur | 4 / 30  |
| SNP          | 3 / 30  |
| Indépendant  | 2 / 30  |